# Джон Едуард Уилямс
Джон Едуард Уилямс (на английски: John Edward Williams) е американски преподавател, поет и писател на произведения в жанра съвременен и исторически роман.

## Биография и творчество
Джон Едуард Уилямс е роден на 29 август 1922 г. в Кларксвил, Тексас, САЩ. От училищна възраст има талант за писане и актьорска игра. След гимназията се записва в колеж, но отпада още през първата година. Работи в продължение на година във вестници и радиостанции в Югозапада.
След избухването на Втората световна война е мобилизиран във Военновъздушните сили в началото на 1942 г. и прекарва две години и половина, като сержант в Индия и Бирма. По това време пише черновата на първия си роман „Nothing But the Night“, който е публикуван през 1948 г.
След войната учи в университета в Денвър, Колорадо, който завършва през 1949 г. с бакалавърска степен по изкуства и през 1950 г. с магистърска степен по изкуства. По това време е публикуван и първият му сборник с поезия „The Broken Landscape“. След дипломирането си се записва в Университета на Мисури, където преподава и защитава дисертация за докторска степен по английска литература през 1954 г. През 1955 г. се завръща в университета на Денвър, където става асистент, а после директор на програмата по творческо писане, и преподава в продължение на повече от 30 г. В периода 1965 – 1979 г. е главен редактор на университетското списание „Denver Quarterly“.
През 1960 г. е издаден вторият му роман „Butcher's Crossing“, който изобразява граничния живот в Канзас през 1870 г.
През 1965 г. е публикуван романът му „Стоунър“, който представя необикновената и трогателна история на едно момче от дълбоката провинция, което се издига до професор в Университета на Мисури. След повторната му публикация през 2013 г. той става бестселър и е обявен за „книга на годината“.
Последният му исторически епистоларен роман „Август“ е издаден през 1972 г. През 1973 г. книгата печели националната награда на САЩ за литература, заедно със сборника „Химера“ на писателя Джон Барт.
След пенсионирането си през 1986 г. се мести, заедно с четвъртата си съпруга Нанси Гарднър, във Файетвил.
Джон Едуард Уилямс умира от белодробна недостатъчност на 3 март 1994 г. във Файетвил, Арканзас. Петият му роман „Сънят на разума“ остава недовършен.

## Произведения

### Самостоятелни романи
- Nothing But the Night (1948)
- Butcher's Crossing (1960)
- Stoner (1965, 2013)
Стоунър, изд.: „Лабиринт“, София (2013), прев. Емилия Л. Масларова
- Augustus (1972) – национална литературна награда
Август, изд.: „Лабиринт“, София (2014), прев. Емилия Л. Масларова

### Сборници
- The Broken Landscape (1949) – поеми
- The Necessary Lie (1965) – поеми